# سیدیر ووروبکویچ
سیدیر ووروبکویچ (انگلیسی: Sydir Vorobkevych; ۱۷ مهٔ ۱۸۳۶ – ۱۹ سپتامبر ۱۹۰۳) شاعر، مؤلف (پدیدآور)، آهنگساز، و نویسنده اهل اتریش-مجارستان بود.